# Bartholomaeus Crasselius
Bartholomaeus Crasselius, född 12 februari 1667 i Wernsdorf vid Glauchau, död 10 november 1724 i Düsseldorf, var en tysk luthersk präst och psalmförfattare. Som psalmförfattare finns han representerad i danska Psalmebog for Kirke og Hjem.